# Клан Азаи
Клан Азаи (истребљен 1573), јапанска феудална породица из периода Муромачи, која је током периода Сенгоку владала северним делом провинције Оми.

## Важни чланови
- Азаи Сукемаса (1495-1546) утемељио је 1516. замак Одани у северном делу провинције Оми и проширио породичне поседе на рачун суседне породице Рокаку (Сасаки). [1]
- Азаи Хисамаса (1524-1573), његов син и населедник, није имао успеха у борби и за живота је абдицирао у корист сина. Погинуо приликом освајања замка Одани од Ода Нобунаге.[1]
- Азаи Нагамаса успешно је ратовао против Рокаку Јошитаке (господара јужног Омија) и Саито Татсуокија (господара провинције Мино), са којим је у то време (1560-1567) и Ода Нобунага био у сукобу. Након освајања провинције Мино (1567), Нобунага је склопио савез са Нагамасом удавши своју млађу сестру за њега. Азаи Нагамаса је 1568. подржао Нобунагин поход на Кјото, којим је Нобунага поставио свог штићеника Ашикага Јошиакија (1537-1597) на место шогуна. Међутим, након Нобунагиног раскида са шогуном (1570), Нагамаса је приступио савезу против њега, у који су ушли породица Асакура Јошикаге и монаси са планине Хиеи (манастир Еријакуђи у Кјоту). Савезници су поражени у бици код Анегаве (1570). Погинуо је током опсаде замка Одани (1573). Његове три кћери, спасене након пада замка Одани, одиграле су важну улогу у историји. Најстарија, Јодо-гими, удала се за Тојотоми Хидејошија и родила Тојотоми Хидејорија, док се трећа удала за Токугава Хидетаду и родила трећег Токугава шогуна, Јемицуа.[1]